# Marius Eriksen (1922-2009)
Marius Eriksen (Oslo, 8 dicembre 1922 – Oslo, 6 luglio 2009) è stato un aviatore, sciatore alpino, allenatore di sci alpino e attore norvegese.
Era figlio del ginnasta Marius e della sciatrice alpina Bitten e fratello dello sciatore alpino Stein, a loro volta atleti di alto livello. A volte viene identificato come Marius Eriksen Jr. o Lille-Marius  per distinguerlo dal padre.

## Biografia

### Carriera militare
In seguito all'invasione tedesca della Norvegia, nel 1940, Eriksen fuggì dal suo Paese il 5 dicembre e riparò dapprima in Scozia e quindi in Canada, dove frequentò un corso d'addestramento a Little Norway, l'apposita struttura allestita in esilio dall'aeronautica militare norvegese. Tornato nel Regno Unito, combatté contro i tedeschi come tenente pilota nei ranghi del 331° e del 332º squadrone RAF.
Abbattuto con il suo Spitfire il 2 maggio 1943, cadde prigioniero dei tedeschi, che lo tennero nel campo per prigionieri di guerra di Stalag Luft III, in Polonia, fino alla fine della Seconda guerra mondiale.

### Carriera sciistica
In gioventù praticò con successo sia lo sci alpino (slalom speciale), sia lo sci nordico (salto con gli sci).
Al rientro in patria dopo la guerra tornò alle gare e vinse due titoli nazionali di slalom speciale, nel 1947 e nel 1948. In quello stesso anno partecipò ai V Giochi olimpici invernali di Sankt Moritz 1948 nelle gare di discesa libera e di combinata, chiuse entrambe al 20º posto.

### Carriera da allenatore
Dopo il ritiro dalle competizioni divenne allenatore della nazionale femminile norvegese.

### Carriera cinematografica
Negli anni cinquanta si dedicò anche al cinema, debuttando nel 1954 in Troll i ord nel ruolo di un maestro di sci. In Slalåm under himmelen (1957) interpretò invece un aviatore, pilota di un F-84 Thunderjet che muore in un atterraggio di fortuna.

### Altre attività
Legò anche il suo nome e il suo volto a un celebre maglione decorato a motivi invernali, il maglione Marius; nel 2002 pubblicò l'autobiografia Marius. Skiløper - jageress - krigsfange, scritta con Cato Guhnfeldt.

## Palmarès

### Campionati norvegesi
- 2 ori (slalom speciale nel 1947; slalom speciale nel 1948)[1]

## Filmografia
- Troll i ord, regia di Jon Lennart Mjøen (1954)
- Kasserer Jensen, regia di Nils R. Müller (1954)
- Slalåm under himmelen, regia di Edith Carlmar (1957)

## Onorificenze
Per i suoi meriti militari è stato insignito della Krigskorset norvegese, della Distinguished Flying Medal britannica e della Silver Star statunitense.